# Liga Santa (1571)
La Liga Santa o Santa Liga (1571 - 1573) fue una coalición militar integrada por la Monarquía Hispánica, los Estados Pontificios, la República de Venecia, la Orden de Malta, la República de Génova, y el Ducado de Saboya para luchar contra el Imperio Otomano en el año 1571 durante la Cuarta Guerra Turco-Veneciana (también conocida como la Guerra de Chipre). La batalla más importante de la Liga Santa fue la batalla de Lepanto, en la cual derrotó a los turcos.

## Contexto histórico
El Imperio otomano alcanzó su auge en el siglo XVI. Sus territorios abarcaban la actual Turquía, Oriente Próximo, Arabia, gran parte del norte de África y los Balcanes. Además su expansión por Europa sólo se detuvo a las puertas de Viena, al ser derrotados por Fernando I de Habsburgo.
Su poder también se extendía por el Mediterráneo. Los barcos turcos y los piratas berberiscos atacaban a los barcos de los países cristianos y saqueaban las costas.
Los enfrentamientos entre ambas flotas no parecían servir para mucho desde mediados de siglo: tras una victoria turca, como el desastre de Yerba (1560), venía una victoria cristiana, como en 1565, con la derrota de la escuadra del sultán Solimán I el Magnífico en Malta.
Pero en 1570 dos hechos clave provocarían una gran alianza contra los turcos: en enero, el virrey de Argel destronó al emir de Túnez, aliado de España; en marzo, el sultán Selim II dirigió un ultimátum a la república de Venecia y desembarcó en Chipre (entonces una posesión veneciana).

## Antecedentes
Venecia pide ayuda a las potencias cristianas, pero solo el Papa Pío V les responde. El Papa consigue convencer al rey de España para que también ayude, y se forma una armada para enfrentarse a los turcos. Esta armada se reúne en el puerto de Suda, en la isla de Candia (Creta).
- Por parte de Venecia hay 136 galeras, 11 galeazas y 14 naves, al mando de Jerónimo Zanne, Antonio de Canale y Jacobo Celso.
- Las fuerzas pontificias son 12 galeras al mando de Marco Antonio Colonna.
- Felipe II aporta 50 galeras mandadas por Juan Andrea Doria, que debía ponerse a las órdenes de Colonna.

En total suman 198 galeras, 11 galeazas y 14 naves, con un total de 1300 cañones y 48.000 hombres, de los que solo 16.000 son gente de guerra.
Mientras los generales cristianos discuten la forma de hacer frente a la situación, el 9 de septiembre los turcos toman Nicosia. Juan Andrea Doria, al ver que no hay acuerdo posible entre las fuerzas cristianas, decide volverse a Sicilia el 5 de octubre. En su regreso a sus bases, las fuerzas venecianas y pontificias sufren un temporal en el que se pierden 14 de las galeras venecianas.
El Papa y Venecia culpan al almirante español del fracaso de la operación. Los motivos de Juan Andrea Doria para no emprender un ataque contra fuerzas turcas superiores se basaban en el mal estado de las dotaciones y del armamento de las galeras de Venecia.

## Formación

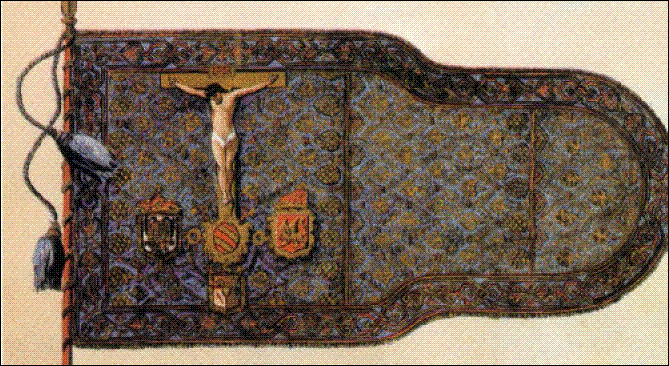
Estandarte de la Liga Santa.

Ante el fracaso de esta expedición, Pío V reunió a los plenipotenciarios españoles y venecianos para tratar de tomar medidas efectivas contra la expansión turca por el Mediterráneo. Las negociaciones se demorarían casi un año debido a la disparidad de intereses y proyectos de venecianos y españoles. Por fin, el 25 de mayo de 1571, España, los Estados Pontificios, Venecia y Malta firmaron las capitulaciones para constituir la Liga Santa. El acuerdo al que se llegó, comprometía a Felipe II a contribuir con la mitad de los soldados y el dinero, a Pío V con 1/6 y a Venecia con 2/6.
La flota estaba compuesta por 134 barcos venecianos (6 galeazas, 106 galeras, 2 naves y 20 fragatas), 164 barcos españoles (90 galeras, 24 naves y 50 fragatas y bergantines), 18 barcos del papado (12 galeras y 6 fragatas) y 9 galeras de Malta.
Los soldados españoles sumaban 20.000, los del Papa 2.000, los venecianos 8.000 y unos cuantos Caballeros de la Orden de Malta. La flota era dirigida por Juan de Austria. Marco Antonio Colonna, condestable de Nápoles y vasallo de España, era el almirante del papa y Sebastián Veniero el de las naves venecianas.
El 29 de agosto, el obispo Odescalco llegó a Mesina, dio la bendición apostólica en nombre del Papa y concedió indulgencias de cruzada y jubileo extraordinario a toda la armada. El 15 de septiembre, Juan de Austria ordenó la salida de la flota y el 26 fondeó en Corfú, mientras una flotilla dirigida por Gil de Andrade exploraba la zona.

## La batalla de Lepanto
Al alba del 7 de octubre, las flotas cristiana y turca se encontraron en el golfo de Lepanto y «comenzó la más memorable y alta ocasión que vieron los pasados siglos, ni esperan ver los venideros» (Miguel de Cervantes). 

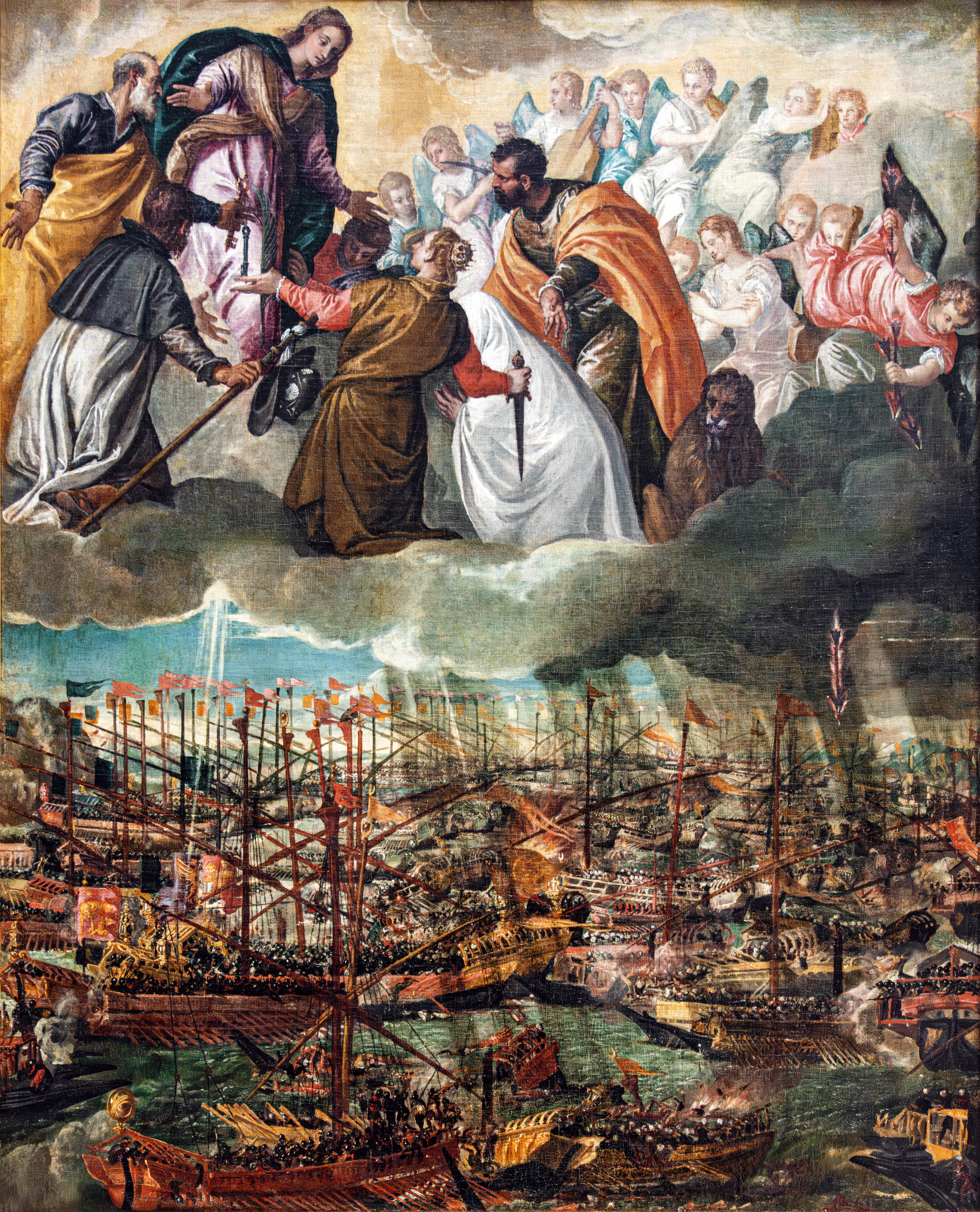
Alegoría de la Batalla de Lepanto. Representa a la Virgen María intercediendo por las tropas cristianas.

Así la describe el Marqués de Lozoya:

Durante dos horas se peleó con ardor por ambas partes, y por dos veces fueron rechazados los españoles del puente de la galera real turca; pero en una tercera embestida aniquilaron a los jenízaros que la defendían y, herido el almirante de un arcabuzazo, un remero cristiano le cortó la cabeza. Al izarse un pabellón cristiano en la galera turca arreciaron el ataque las naves cristianas contra las capitanas turcas que no se rendían; pero al fin la flota central turca fue aniquilada.

En la galera Marquesa iba un muchacho de 24 años que con valentía continuó luchando después de ser herido en el pecho y en el brazo izquierdo, que le quedaría inútil: era Miguel de Cervantes.
Cuenta la tradición que mientras la batalla acontecía, Pío V rezaba el rosario en Roma. Tras salir de su capilla, manifestó que durante el rezo había sido divinamente inspirado y anunció que: la Santísima Virgen María ha concedido la victoria a las huestes cristianas frente a la barbarie mahometana.
La victoria cristiana fue total. Se perdieron 12 galeras cristianas y 7600 hombres, de los que 2000 eran españoles, 880 de la escuadra del papa y el resto venecianos.
Se contaron 190 galeras turcas apresadas, de las que sólo 130 estaban útiles, quemándose las otras 60. Se hicieron 5000 prisioneros y se liberaron 12000 cautivos cristianos. Se estimaron entre 20000 y 30000 los muertos del enemigo.

Una vez finalizada la contienda, los beligerantes ganadores exhortaban:
No virtus, non arma, non duces, sed Maria Rosarii victores nos fecit.
Ni el valor, ni las armas, ni los caudillos, sino Nuestra Señora del Rosario nos convirtió en ganadores.
Desde este momento la devoción al rosario atraería a muchos cristianos.
San Pío V, tras haber sido confirmada la victoria, emocionado, citó a la Biblia refiriéndose a Juan de Austria: fuit homo missus a Deo, qui nomen erat Joannes (hubo un hombre enviado de Dios, cuyo nombre era Juan). Felipe II conoció la noticia de la victoria cuando rezaba el Magníficat de Vísperas, y finalizadas estas entonó el Te Deum en acción de gracias a Dios.

## Disolución
El Papa Pío V murió el 1 de mayo de 1572 causando una divergencia de interés entre los miembros de la Liga Santa.
En 1573, tras que la flota de la liga fallara en navegar juntos, Don Juan llego a tomar la Ciudad de Tunez, para que al final el Imperio Otomano retomó la ciudad en cuestión un año más tarde.
Venecia, temiendo perder sus posesiones Dalmaticas y la posible invasión de la región de Friul además de poder cortar sus pérdidas e reinstaurar su comercio con el Imperio Otomano, decidió hacer negociaciones unilaterales con el Porte (Siendo el gobierno central del Imperio Otomano en Estambul).
La Liga Santa fue disuelta mediante el tratado de paz del 7 de Marzo del año 1573, la cual también marcó el final de la Cuarta Guerra Turco-Veneciana.

## Estandarte

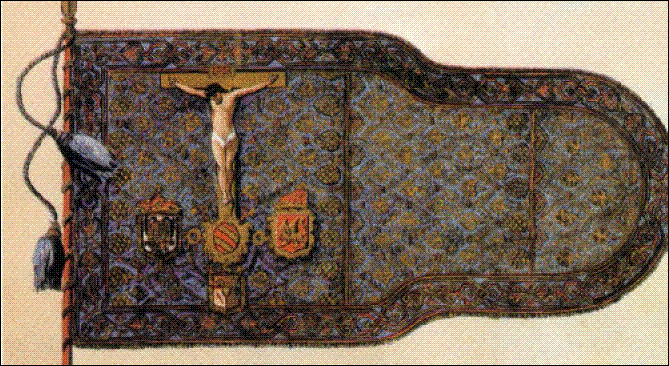

El estandarte de la Liga Santa fue ondeado por Juan de Austria en su buque insignia Real. 
El estandarte está realizado en damasco azul entretejido con hilo de oro, de 7,3 m de largo y 4,4 m de ancho en el polipasto en donde muestra al Cristo crucificado sobre los escudos de armas de Pío V de Venecia, Carlos I y de Juan de Austria, siendo los escudos de armas unidos por cadenas representando la liga.
El estandarte fue ado a la Catedral de Toledo en 1616 por Felipe III de España y fue trasladado al Museo de Santa Cruz en el año 1961.